# Mathias Mair
Mathias Mair (14 de mayo de 2003) es un deportista austríaco que compite en remo. Ganó una medalla de plata en el Campeonato Europeo de Remo de 2025, en la prueba de doble scull ligero.

## Palmarés internacional
| Campeonato Europeo | Campeonato Europeo | Campeonato Europeo | Campeonato Europeo |
| Año                | Lugar              | Medalla            | Prueba             |
| ------------------ | ------------------ | ------------------ | ------------------ |
| 2025               | Plovdiv (Bulgaria) | Medalla de plata   | Doble scull ligero |